# Marie-Catherine de Maraise

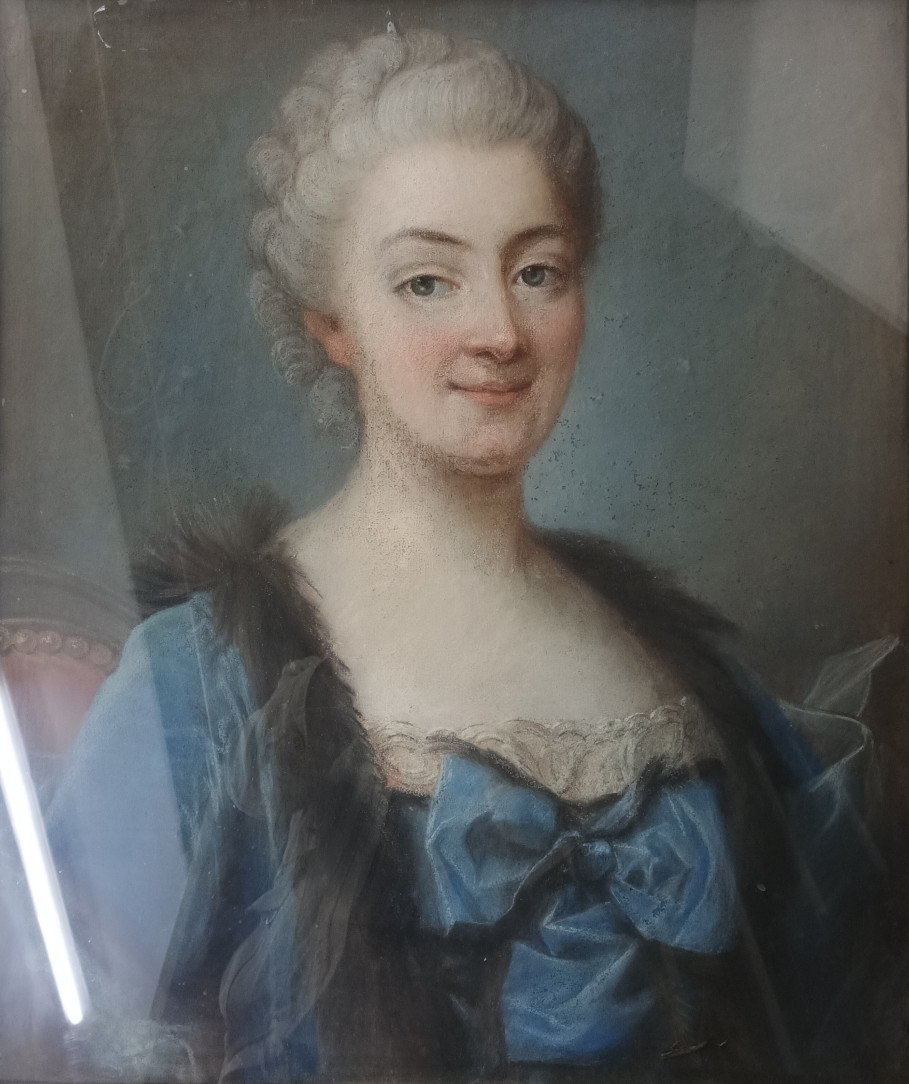
Marie-Catherine de Maraise

Marie-Catherine de Maraise, född Darcel 1737, död 1822, var en fransk affärsidkare. 
Hon var dotter till en handlare i Rouen och bildad i affärer, bokhållning, engelska och tyska. Hon gifte sig år 1767 med den rike Alexandre Sarrasin de Maraise, finansiär och affärspartner till pionjären Christophe Philippe Oberkampf, direktör över Jouy-firman, som hade introducerat kalikåtryckeri i Frankrike direkt efter att det blev tillåtet 1759 och som 1783 även utnämndes till kunglig leverantör. Hon ska innan dess ha varit firmans kontakt i Rouen och försett den med textilier till tryck. Hon bosatte sig då med honom i Paris. 
Hennes make saknade kunskap om affärer och överlät därför dessa på henne, och hon tog med hans tillstånd över hans affärsintressen i företaget, försvarade hans rättigheter och drev med stor framgång företaget tillsammans med hans affärspartner. Detta var en epok när gifta kvinnor formellt sett inte förväntades ägna sig åt affärer och lagenligt inte heller kunde göra det, men Maraise kom att bli en välkänd affärskvinna och har inom forskning blivit ett känt exempel på en gift affärskvinna som ägnade sig åt affärer med makens godkännande trots lagen om gifta kvinnors omyndighet. 
Hon beskrivs som en begåvad affärstalang, och anges ha varit företagets bokhållare med ansvar för dess ekonomi, affärskontakter, kontakter med myndigheter och dess ansikte utåt, särskilt med tanke på att partnern Oberkampf var protestant och alltså inte kunde väntas delta i vissa offentliga sammanhang. Genom sitt sinne för ekonomi och räkenskaper ska hon ha bidragit till att firman blev Frankrikes näst mest framgångsrika. Hon skapade också värdefulla affärskontakter genom sitt sällskapsliv, som hon använde för att gynna företaget, bland dem Suzanne Curchod. Det noteras att hon exempelvis tog reda på att Frankrike skulle intervenera i amerikanska inbördeskriget 1776 och försökte påverka kronan att då ge företaget de beställningar till armén som då skulle bli följden. 
Christophe Philippe Oberkampf avbröt partnerskapet med hennes make år 1789 och därmed upphörde också hennes ställning i firman.